# Мінгуцит
Мінгуцит — мінерал, водний оксалат калію і заліза.

## Загальний опис
Хімічна формула: K3Fe3+[C2O4]3•3Н2О.
Склад у % (з о-ва Ельба): К2О — 26,0; Fe2O3 — 16,05; С2О3 — 42,13; Н2О — 12,95; нерозчинний залишок — 0,10.
Домішки: Al2O3 (0,10); FeO (2,28); MgO (0,10); СаО (0,03).
Сингонія моноклінна.
Утворює дрібні таблитчасті кристали.
Спайність по (010).
Густина 2,08.
Колір зелений.
Легко розчиняється у воді.
Знайдений у родов. Капо-Каламіта (о. Ельба, Італія) як вторинний мінерал.
Названий за прізвищем італійського мінералога Ґ. Мінгуцці (G.Minguzzi), C.L.Garavelli, 1955.